# T-75 20毫米機砲

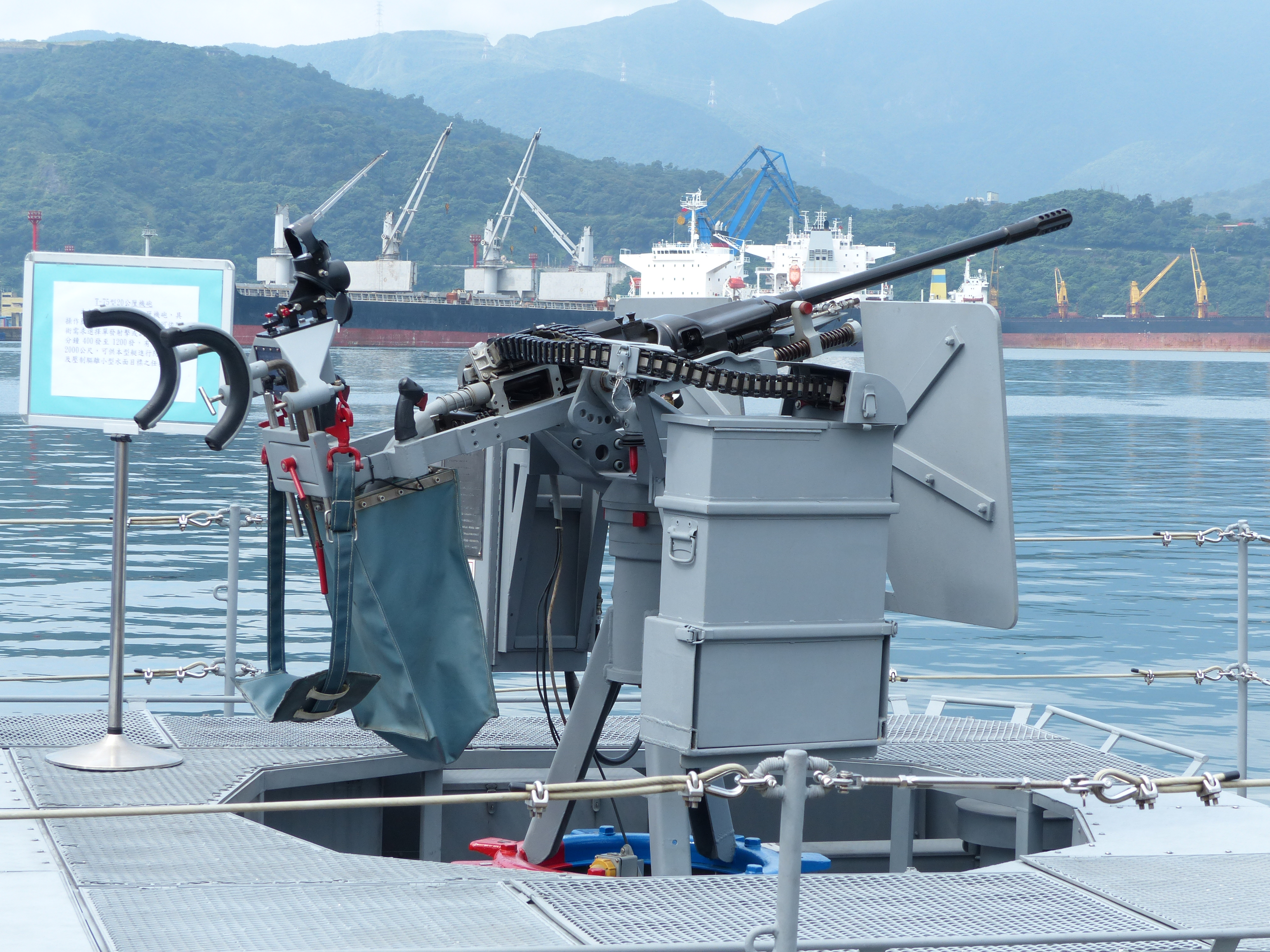
光華六號飛彈快艇FACG-77後部搭載的T-75S 20mm機關砲。

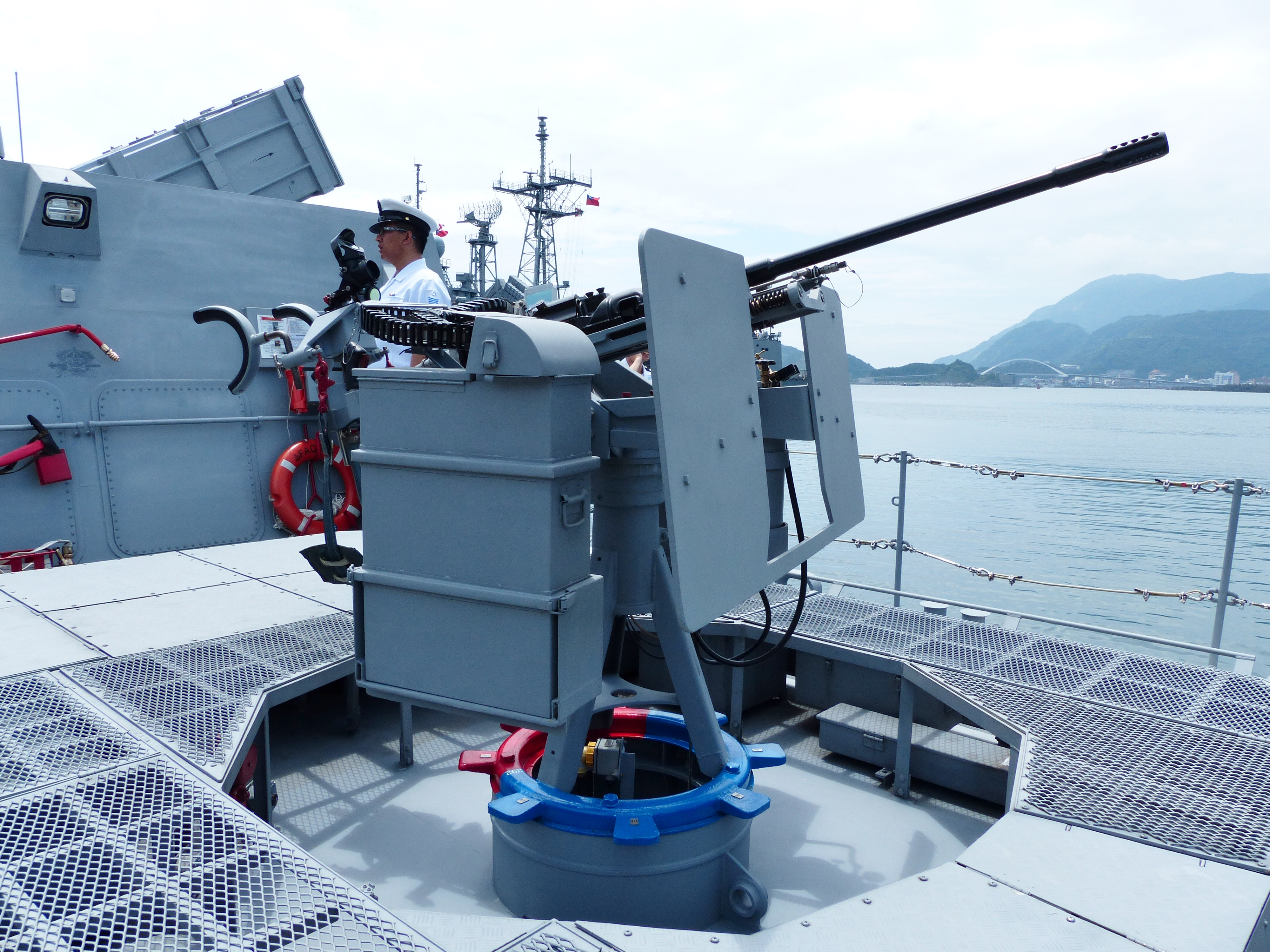
光華六號飛彈快艇FACG-77後部搭載的T-75S 20mm機關砲。

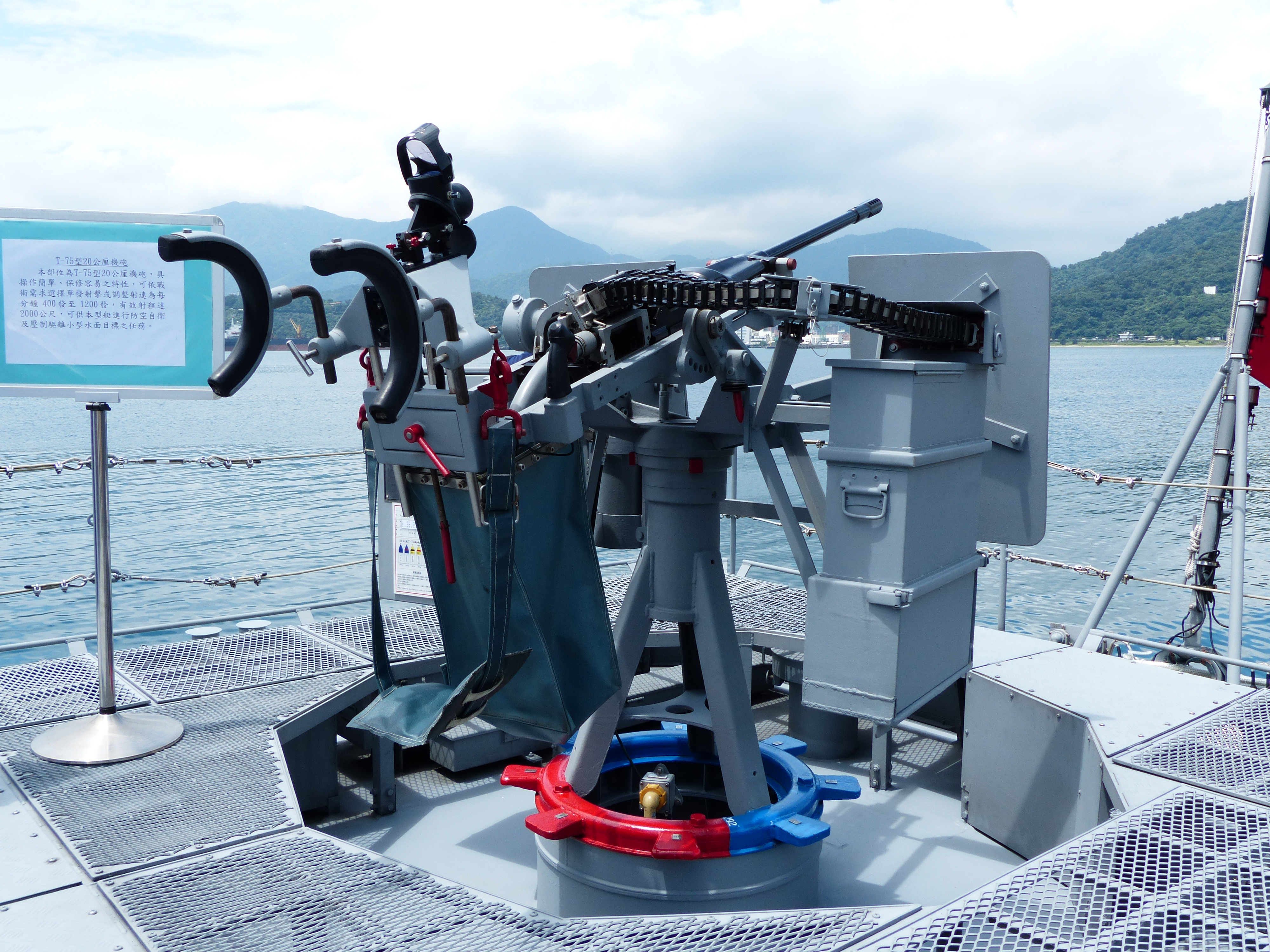
光華六號飛彈快艇FACG-77後部搭載的T-75S 20mm機關砲。

T-75 20毫米機砲是中華民國聯勤205兵工廠仿製美國M39A3空用轉輪式機炮所研發的通用支援火器。

## 概要
M39機砲系列於1950年代在美製戰機上大量配發，中華民國空軍自F-86與F-5等美援戰機上獲得數十年的操作經驗；國軍過去野戰防空是由90高砲/40快砲/M55四管防空機槍座構成，這架構在人力逐漸精簡與MIM-72/M48欉樹飛彈、FIM-92刺針便攜式防空飛彈等野戰防空飛彈服役後M1 90公釐砲與波佛斯40公釐高射砲逐步遭到取代，剩下的M45防空機槍塔也已過時亟需找尋後繼產品；此外海軍也長期採用奧瑞岡20公釐機砲，這些基礎陸空防禦火力都因老化問題而需要汰換，205廠於是選定國造M39機砲來達成統一更新作業，故此型武器中華民國陸海空三軍皆有購置。
由於國軍長期採用M39機砲，205廠從空軍手中得到實槍與各種零件樣品，甚至是原廠支援及操作經驗並不困難；主要問題是在如何因應軍種需求設計支援平台及不同的操作環境改變機砲製造工序，最早服役的是陸用型，海軍型則因適應海上作業環境改變製造特性而較遲服役。
T-75為完整複製M39結構的20公厘單管轉輪式（或稱鼓輪）機砲，全炮重85公斤（不含炮架），射擊握把類似飛行搖桿，兩側各有一大型肩靠，以吸收後座力。機砲射擊採用電力擊發底火設計，所以具備多段式射速調整功能。除了可單發、三發點放與連發，連發模式亦可調整射速，有四種選擇 200 ' 400 ' 800 ' 1500每分鐘/發，有效射程2,000公尺。採用彈鏈進彈, 可左右進彈，可射擊下列20毫米彈藥：訓練彈、訓練曳光彈、穿甲曳光彈、高爆燃燒弹、高爆燃燒曳光彈、脫殼穿甲彈等多種彈種，每彈箱容量, 有200發及400發。
由於陸軍要求T-75機砲的主要目的是作為防空使用，為此聯勤開發了TS-76反射式光學瞄準具，此瞄具可對應飛行速度破超音速的目標；但國軍在此之前沒有開發過可針對高速目標的光學瞄具經驗，有說法認為這批瞄具設計是從南非進口，並改良量產的成果。

## 衍生型

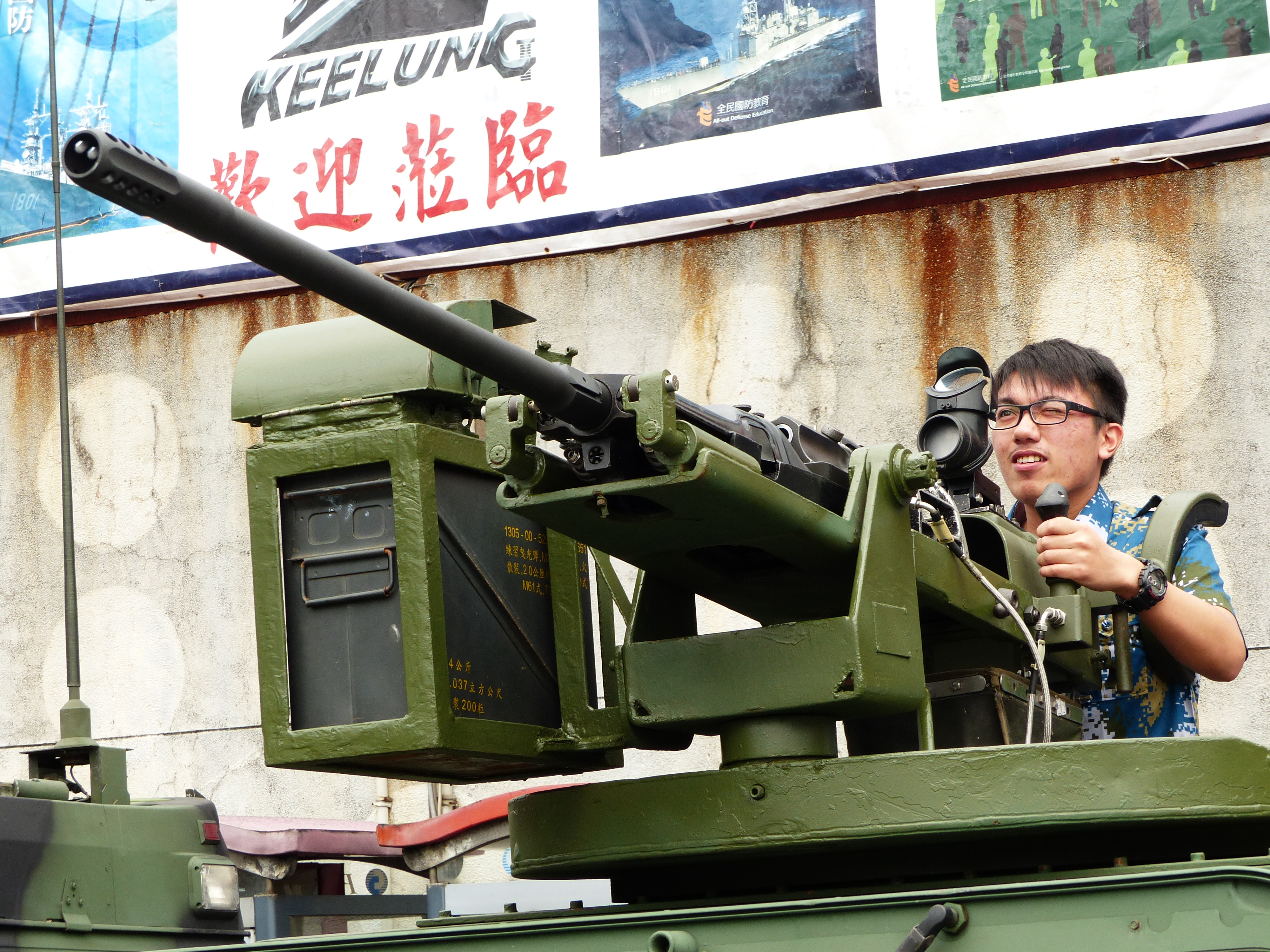
海軍陸戰隊悍馬車上的T-75M機關砲。

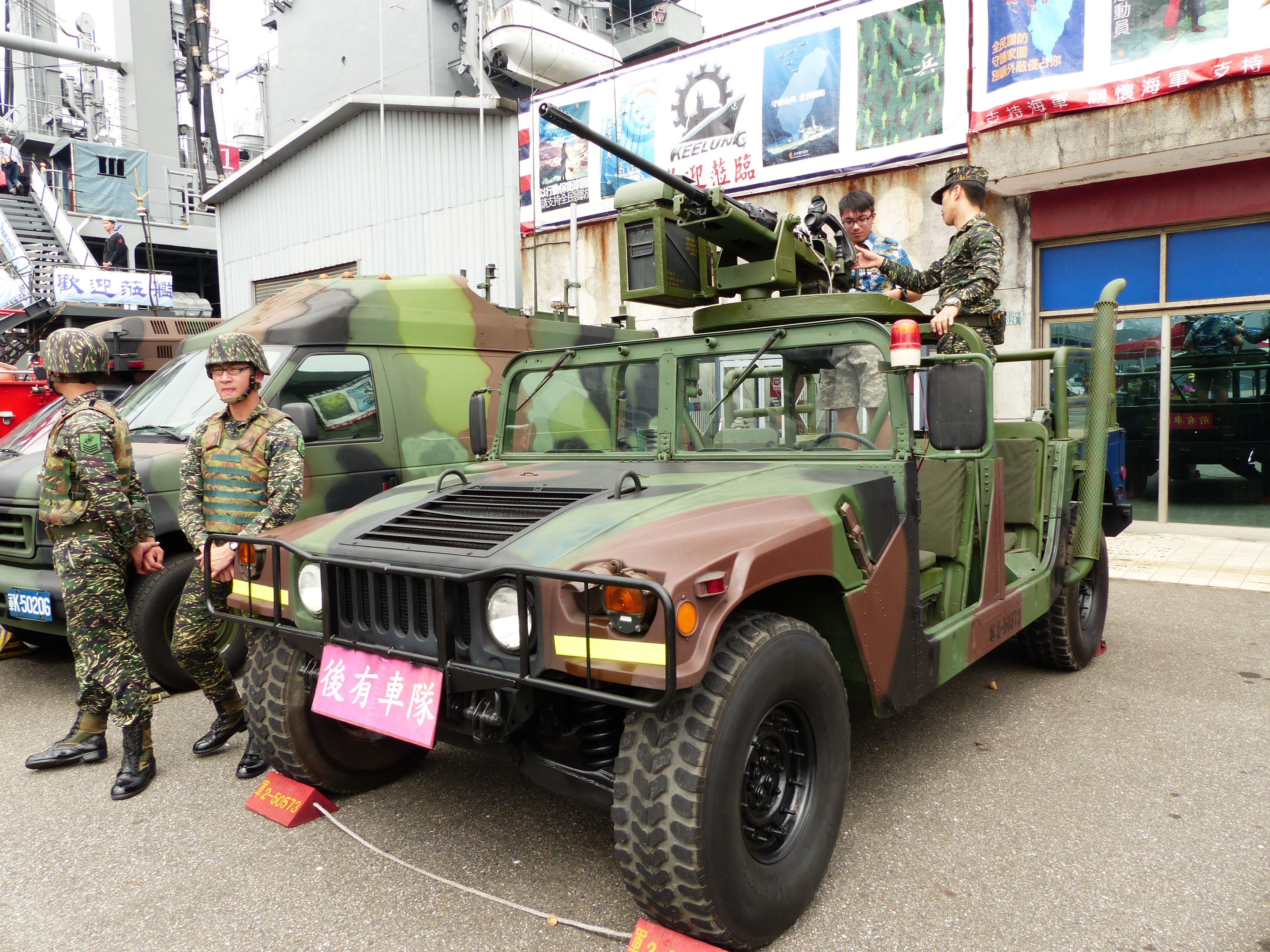
海軍陸戰隊悍馬車上的T-75M機關砲。

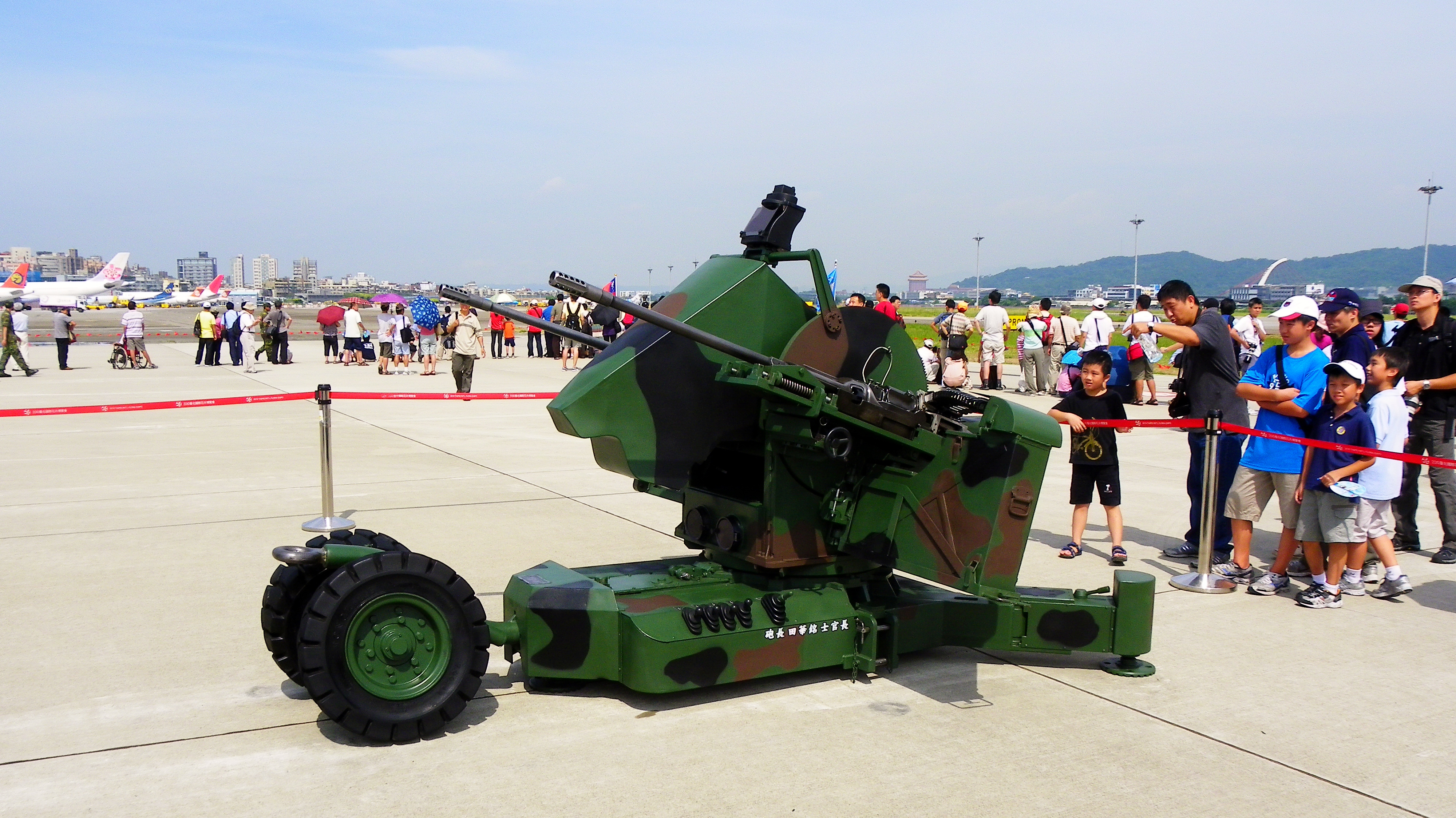
T-82T機動式雙聯裝防空炮。

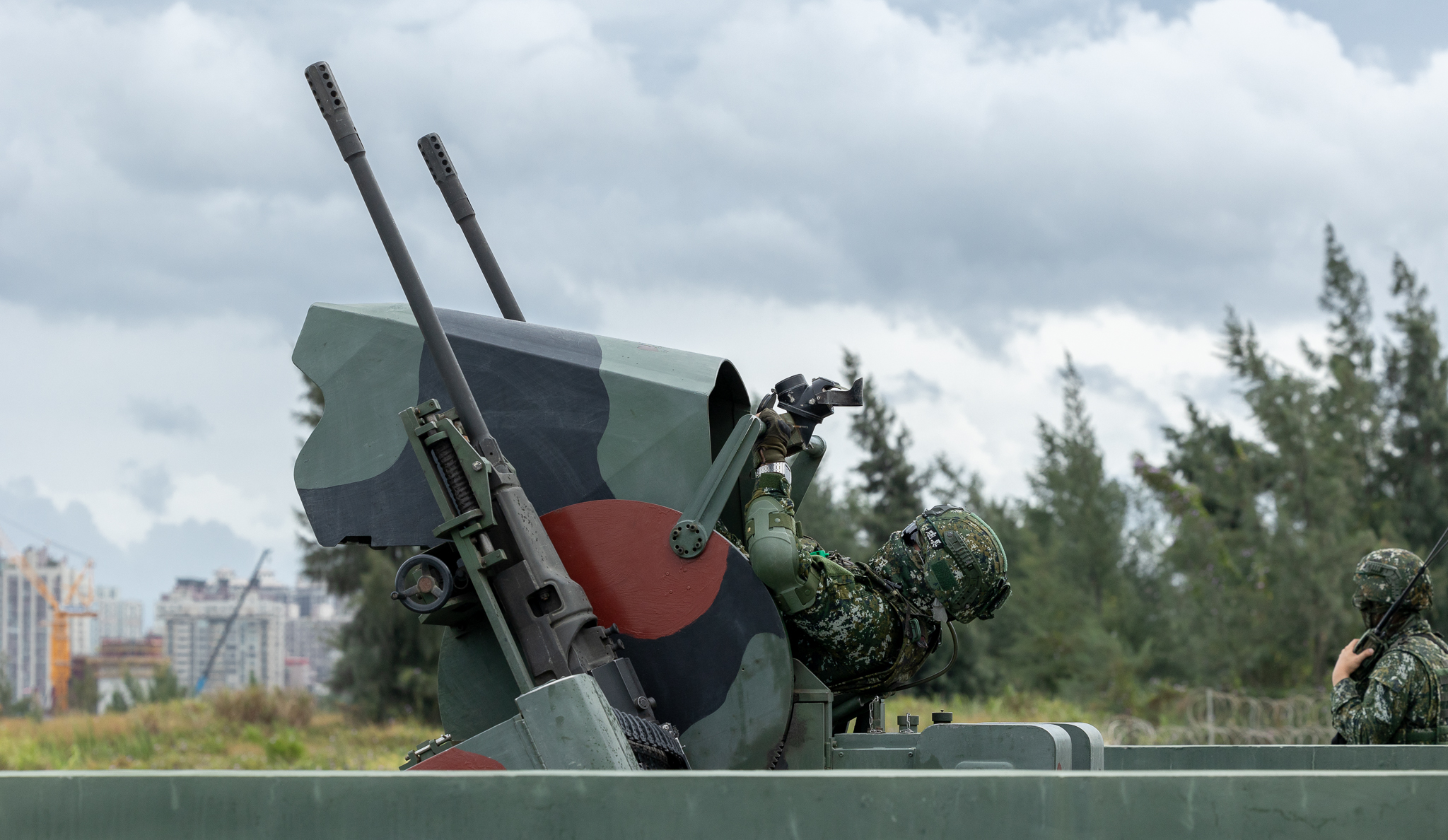
T-82F固定式雙聯裝防空炮。

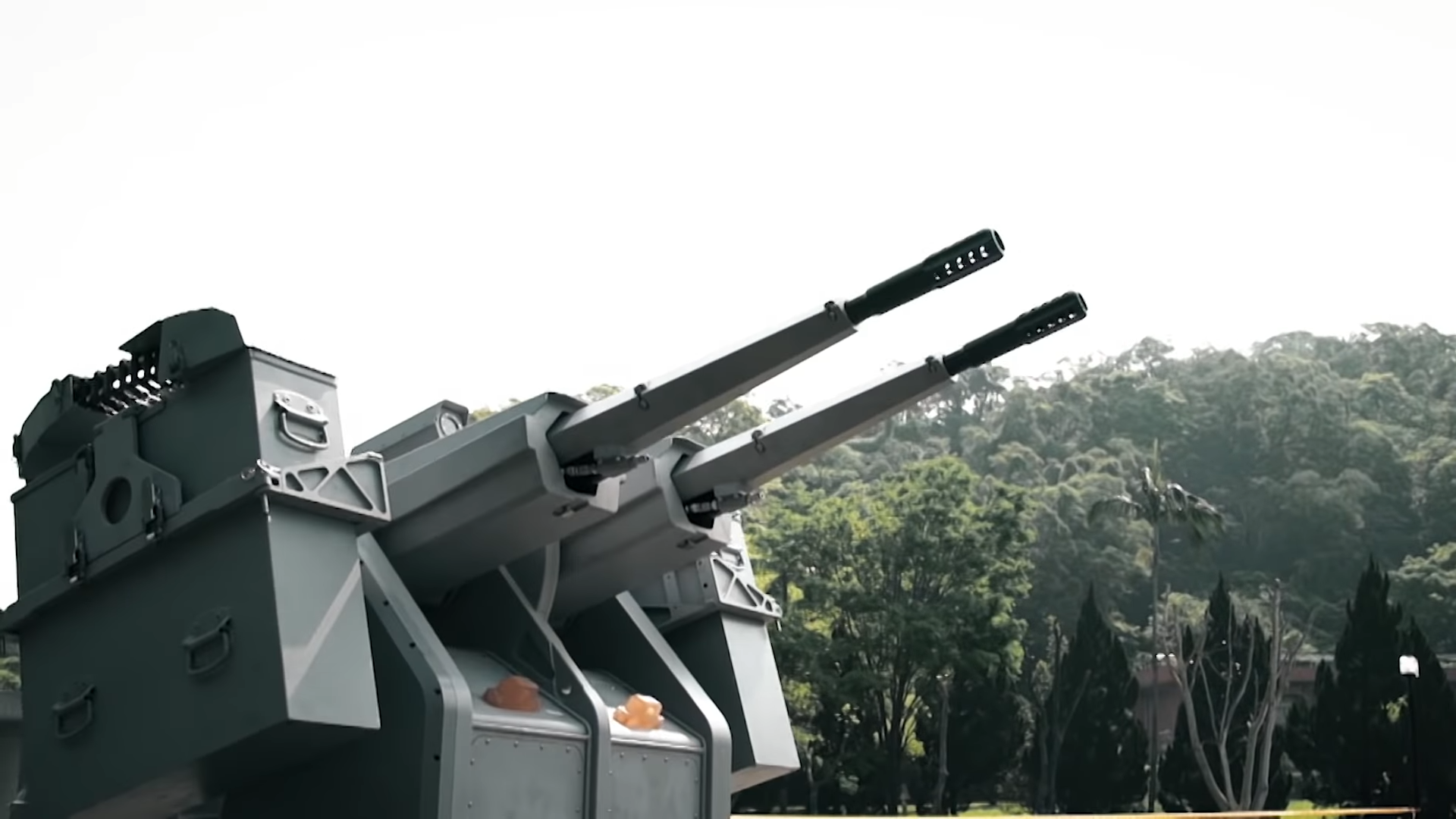
XTR-102近程自動化防禦武器系統。

T-75的型式分為：

### T-75陸用型
T-75陸用型配備三腳炮架，可對空射擊與平射。

### T-75S海軍型
T-75S海軍型配備於專為海軍研發的艦艇用炮架上，砲管經過離子氮化處理，並加裝防彈盾。除了海軍艦艇，海洋委員會海巡署的艦艇也廣泛使用。

### T-75M車載型
T-75M車載型主要配備於陸戰隊悍馬車上，有一圓型炮塔環可360度旋轉，與陸用型、海軍型的差別在於改進後座力所造成的震動。

### T-82防空炮
T-82機砲分為T-82T拖曳機動式以及T-82F固定式雙聯裝防空砲，兩者是專為固定據點防空所研發，受到各軍種採用。
此型機砲無論是拖曳機動式與固定式皆採用電擊發，因為避免市電來源受限，因此機砲組另外備有一具8kw發電機提供砲座轉動與射擊電力來源，配合TS-85反射式光學瞄準具。

## 外部連結
- Pontiac M39 20mm cannon (USAF source)